# Kirchfeld-Kaserne
Die Kirchfeld-Kaserne (bis Oktober 2016 General-Fahnert-Kaserne) ist eine Kaserne der Bundeswehr in Karlsruhe. Sie wurde ab 1958 erbaut und 1964 nach dem General der Luftnachrichtentruppe Friedrich Fahnert benannt.
Die Kaserne liegt im Karlsruher Stadtteil Neureut-Kirchfeld, An der Trift.

## Geschichte
1912 wurden die Ländereien, auf denen später die Kaserne errichtet wurde, durch die badische großherzogliche Zivilliste erworben und kam so in den Besitz des Großherzogtums Baden. Ab 1914 wurde das Gebiet, das damals zur Gemarkung von Teutschneureut gehörte, als Exerzierplatz der Karlsruher Garnison genutzt. Nach dem Ersten Weltkrieg lag Karlsruhe in der entmilitarisierten Zone längs des besetzen Rheinlands, so dass der Exerzierplatz aufgegeben wurde. In den folgenden Jahren wurden die Ländereien landwirtschaftlich genutzt, warfen aber nur geringe Erträge ab. In der Zeit des Nationalsozialismus wurde 1936, im Jahr der Rheinlandbesetzung, erneut ein Exerzierplatz eingerichtet. In einem kleinen Teilgebiet war ab 1931 die Siedlung der Schaffergilde entstanden, eine gemeinnützige Spar-, Kredit- und Baugenossenschaft, die sich zum Ziel gesetzt hatte, einkommensschwachen Bevölkerungsschichten die Errichtung preisgünstiger Eigenheime zu ermöglichen. Die heutige Kirchfeldsiedlung entstand zwischen 1948 und 1957 zur Unterbringung von Flüchtlingen des Zweiten Weltkriegs. Sie nimmt weite Teile des einstigen Exerzierplatzes ein.
Die Kirchfeld-Kaserne liegt in der Südecke des früheren Exerzierplatzes; im Osten grenzt der Hardtwald an. Sie ist die erste nach der Wiederbewaffnung gebaute Kaserne der Luftwaffe. Nach der Grundsteinlegung im Juni 1958 entstanden bei Kosten von 20 Millionen DM 19 Gebäude zur Unterbringung von 1000 Soldaten. Das Gelände wurde locker bebaut; Mannschaftsgebäude sind maximal drei Stockwerke hoch. Angesichts des vielen Freiraums sprach ein zeitgenössischer Pressebericht der Kaserne ein „beinahe ziviles Gesicht“ zu. Später entstanden weitere Gebäude, beispielsweise 1982 ein Wohnheim für Offiziere und 1984 eine Sporthalle. Die Kaserne wurde am 9. Dezember 1959 an die Fernmeldeabteilung 121, das spätere Fernmelderegiment 12, übergeben. Ursprünglich noch als Fernmeldekaserne bezeichnet, wurde sie am 9. Oktober 1964 in General-Fahnert-Kaserne benannt. Das Fernmelderegiment 12 wurde 2002 aufgelöst. Mit der Auflösung des Fernmeldebataillons 384 verließ am 31. März 2009 die letzte Einheit den Standort, an dem zeitweise auch Einheiten der Flugsicherung und des Bundesgrenzschutzes stationiert waren. Nach weiteren Umbauten und Sanierungen wird die Kaserne von der Bundeswehrfachschule weitergenutzt.

## Umbenennung der Kaserne
Im Juni 2015 wurde bekannt, dass vom Landeskommando Baden-Württemberg ein Verfahren zur Umbenennung des Kasernennamens eingeleitet wurde, da dem Militärgeschichtlichen Forschungsamt (MGFA) vorliegende Erkenntnisse zu Fahnerts Rolle im Deutsch-Sowjetischen Krieg „nicht erkennen [lassen], dass Fahnerts Verhalten beispielgebend im Sinne der geltenden Traditionsrichtlinien war“. Zudem wird in dem Gutachten des MGFA betont, dass Fahnert bereits in einer einschlägigen dienstlichen Beurteilung vom 15. März 1939 attestiert worden war, er stehe „fest und einwandfrei auf dem Boden nationalsozialistischer Weltanschauung“. Im Juni 2016 genehmigte das Verteidigungsministerium den Antrag auf Umbenennung. Die  Kaserne erhielt wie beantragt am 21. Oktober 2016 offiziell den neuen Namen Kirchfeld-Kaserne, nach der Kirchfeldsiedlung in Karlsruhe-Neureut.

## Einheiten

### Aktuelle Einheiten
- Bundeswehrfachschule
- Landeskommando Baden-Württemberg (Teile)
- Zivilberufliche Aus- und Weiterbildung (ZAW)
- Bundeswehr-Dienstleistungszentrum Bruchsal (Teile)

### Ehemalige Einheiten
- Fernmeldeabteilung 121
- Fernmeldebataillon 384
- Fernmelderegiment 12